# Eisenbahnunfall von Bombay-Matunga
Bei dem Eisenbahnunfall von Bombay-Matunga stießen am 13. Juni 1966 im Bahnhof Matunga in Bombay (heute: Mumbai) zwei Vorortzüge frontal zusammen. Dabei starben 57 Menschen.

## Ausgangslage
Der eine Zug war im Berufsverkehr von der Innenstadt in den außen liegenden Stadtteil Thane unterwegs, der andere fuhr in der Gegenrichtung, von außen kommend, auf den Bahnhof Victoria Station (heute: Chhatrapati Shivaji Terminus) zu. Zusammen beförderten die beiden Züge mehr als 2500 Reisende, darunter zahlreiche Schulkinder und Arbeiter.
Zur Zeit des Unfalls ging heftiger Monsun-Regen nieder.

## Unfallhergang
Vermutlich bedingt durch den starken Regen versagte das automatische Signalsystem und der Triebfahrzeugführer des Zuges, der die Vorbeifahrt des anderen Zuges abwarten sollte, erhielt keine Aufforderung zu halten. Als einer der beiden Züge das Gleis wechselte, kam es zum Frontalzusammenstoß. Die vorderen Wagen beider Züge wurden völlig zertrümmert.
57 Menschen starben, über 100 weitere wurden verletzt.